# 呂陽 (嘉靖進士)
呂陽（1522年—？），字調陽，山西平陽衛官籍山東曹縣人，明朝政治人物。

## 生平
嘉靖二十五年（1546年）丙午科山西鄉試第二十六名舉人。嘉靖二十九年（1550年）中式庚戌科會試第三百十七名，登第三甲第三名進士。官中书舍人。

## 家族
曾祖呂英，指揮同知 贈懷遠將軍；祖父呂經，指揮同知 贈懷遠將軍；父呂忱，指揮同知充守備。前母鄧氏（贈淑人）；母王氏（封淑人）。慈侍下。弟吕崑。